# Larkspur (Kalifornija)
Larkspur je grad u američkoj saveznoj državi Kalifornija. Prema popisu stanovništva iz 2010. u njemu je živjelo 11.926 stanovnika.